# اسکات پری
اسکات پری (به انگلیسی: Scott Perry) نمایندهٔ حوزه انتخابیه چهارم پنسیلوانیا از حزب جمهوری‌خواه ایالات متحده آمریکا در مجلس نمایندگان ایالات متحده آمریکا است که برای نخستین‌بار در ۶ ژانویه ۲۰۱۳ میلادی به‌عضویت این مجلس درآمد.